# Monachil
Monachil è un comune spagnolo di 5 557 abitanti situato nella comunità autonoma dell'Andalusia.
Nel territorio comunale, presso la frazione di Pradollano, si trova la famosa stazione sciistica di Sierra Nevada. Inoltre Monachil è gemellata con la città di Cascia, in Umbria